# آلفونسو اولاسو
آلفونسو اولاسو (انگلیسی: Alfonso Olaso; ۱۷ مارس ۱۹۰۵ – ۱۹ دسامبر ۱۹۳۷) بازیکن فوتبال اهل اسپانیا بود که در پست مدافع برای اتلتیکو مادرید بازی می‌کرد.
وی همچنین در تیم ملی فوتبال اسپانیا بازی کرده‌است.